# Mendrisio
Mendrisio je město na jihu Švýcarska v kantonu Ticino, blízko hranic s Itálií. Leží na úpatí hory Monte Generoso 5 kilometrů od italské hranice, protéká jím řeka Laveggio. Je sídlem stejnojmenného okresu; žije zde přibližně 15 tisíc obyvatel.

## Geografie
Mendrisio se leží na řece Laveggio asi 18 kilometrů jižně od Lugana a asi pět kilometrů od hranic s Itálií. Území obce zasahuje až do oblasti Bellavista v masivu hory Monte Generoso.
Sousedními obcemi jsou Brusino Arsizio, Val Mara a Riva San Vitale na severu, Castel San Pietro na východě, Coldrerio, Novazzano, Bizzarone (v italské provincii Como) a Stabio na jihu, Porto Ceresio, Besano, Viggiù, Clivio a Saltrio (všechny v italské provincii Varese) na západě.

## Historie

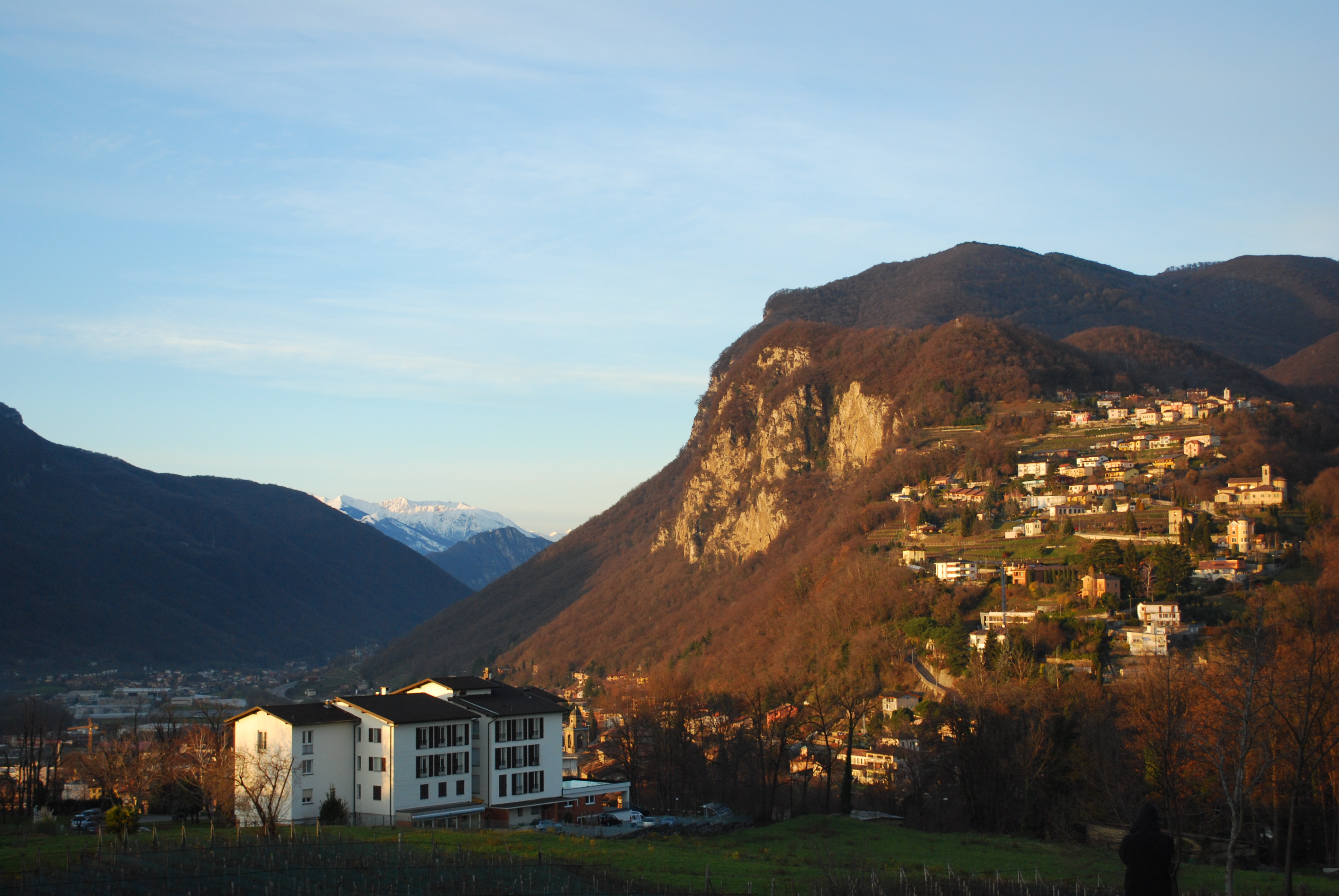
Monte Generoso při pohledu od Mendrisia

To, že Mendrisio bylo osídleno v době Keltů a Římanů, potvrzuje pamětní deska Publia Valeria Dromona ve staré zvonici. Mendrisio je poprvé zmíněno v roce 793 jako Mendrici, což je pravděpodobně genitiv od jména Mendricus nebo Manricus, jména vůdce langobardského kmene.
V roce 1140 bylo Mendrisio povýšeno na město. Ve středověku patřilo se svými třemi hrady do sféry vlivu města Como. V roce 1335 se Mendrisio spolu s Comem stalo součástí Milánského vévodství. V 15. století postoupili Mendrisio jako feudální území rodům Rusca a Sanseverino. Ve středověku bylo mezi Porta San Giovanni a řekou Moree postaveno několik světských staveb včetně mohutných věží. Kopci na druhé straně řeky dominoval hrad rodiny Torriani, zničený v pozdním středověku. Od roku 1512 se stalo součástí Švýcarska (pouze v letech 1810–1813 bylo obsazeno vojsky Italského království).
Pravděpodobně již před rokem 1000 tvořil kostel v Mendrisiu církevní okrsek téměř nezávislý na mateřském kostele v Balerně. V 15. století se od něj místní farnost zcela oddělila. V samotném městě byly dvě farnosti, Santi Cosma e Damiano a San Sisinio. Současný farní kostel Santi Cosma e Damiano byl postaven v letech 1863–1875 v neoklasicistním slohu o něco výše než předchozí barokní stavba z roku 1672. Kostel San Sisino se nachází ve čtvrti La Torre. Kousek od něj se nachází kostely San Martino, kde se konají trhy, a San Nicolao. Řád ponížených provozoval hospic San Giovanni a také klášter ve čtvrti Ferrera (1268). Řád servitů byl v roce 1477 přeložen z La Torre do San Giovanni, kde se staral o poutníky a od roku 1644 vyučoval chlapce. Tato škola (sídlící v klášteře San Giovanni, dnes muzeum) se v roce 1852 stala kantonálním gymnáziem. 
Od konce 18. století byly podél řeky Laveggio postaveny papírny, mlýny, pivovary a v roce 1873 velká přádelna Torriani-Bolzani, která na konci 19. století zaměstnávala 350 dělníků (převážně žen a dětí). Největší demografické a strukturální změny nastaly ve druhé polovině 19. století. Během 60 let se počet obyvatel zdvojnásobil. Obec se rozrůstala podél své hlavní osy: na jihu s pompézními vilami a nemocnicí Beata Vergine (1860), na severu směrem ke Capolagu. Zatímco polopouštní zemědělství se ocitlo v krizi, výstavba železnice (Gotthardská dráha) vedla ke vzniku druhého diverzifikovaného průmyslového centra (po manufakturách v Moree) pod železniční tratí. Po druhé světové válce se tato průmyslová zóna, která zaměstnávala především dělníky z pohraničí, rozšířila přes Prati di San Martino. Na jihu Mendrisia kanton postavil významné veřejné budovy: neuropsychiatrickou kliniku v roce 1898, tržnici v roce 1944 a školy, včetně fakulty architektury italské univerzity v roce 1996.

## Obyvatelstvo
| Vývoj počtu obyvatel | Vývoj počtu obyvatel | Vývoj počtu obyvatel | Vývoj počtu obyvatel | Vývoj počtu obyvatel | Vývoj počtu obyvatel | Vývoj počtu obyvatel | Vývoj počtu obyvatel | Vývoj počtu obyvatel | Vývoj počtu obyvatel | Vývoj počtu obyvatel | Vývoj počtu obyvatel | Vývoj počtu obyvatel | Vývoj počtu obyvatel | Vývoj počtu obyvatel | Vývoj počtu obyvatel | Vývoj počtu obyvatel | Vývoj počtu obyvatel |
| -------------------- | -------------------- | -------------------- | -------------------- | -------------------- | -------------------- | -------------------- | -------------------- | -------------------- | -------------------- | -------------------- | -------------------- | -------------------- | -------------------- | -------------------- | -------------------- | -------------------- | -------------------- |
| Rok                  | 1591                 | 1643                 | 1696                 | 1801                 | 1850                 | 1900                 | 1950                 | 1970                 | 1980                 | 1990                 | 2000                 | 2002                 | 2005                 | 2009                 | 2010                 | 2012                 | 2020                 |
| Počet obyvatel       | 962                  | 862                  | 1151                 | 1290                 | 1972                 | 3338                 | 4602                 | 6146                 | 11084                | 11080                | 12252                | 12467                | 13238                | 13793                | 14213                | 14499                | 14902                |

Kanton Ticino je jednou z italsky mluvících oblastí Švýcarska. Převážná většina obyvatel Mendrisia tak hovoří italsky.

## Doprava

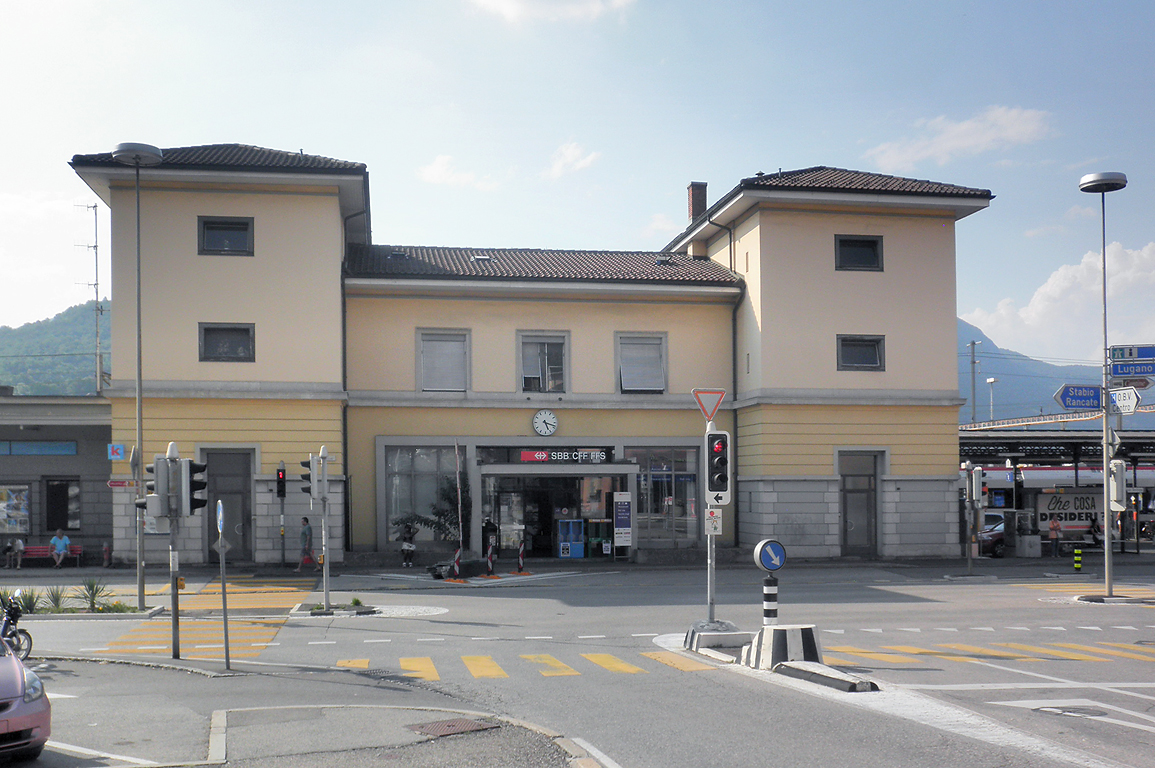
Železniční stanice Mendrisio

Nádraží Mendrisio, otevřené v roce 1882, provozují Švýcarské spolkové dráhy (SBB) a nachází se na Gotthardské dráze. Od roku 2018 je sem zajíždí mezistátní osobní vlaky Mendrisio–Varese a od roku 2019 také Mendrisio–Malpensa.
Na území obce se nachází také zastávka Mendrisio San Martino a stanice Capolago-Riva San Vitale.
V roce 1926 byla zprovozněna další mezinárodní trať Ferrovie Nord Milano, trať Castellanza–Mendrisio, na které byla již v roce 1928 na švýcarském úseku zastavena osobní doprava, zatímco italský úsek byl v letech 1938–1977 zcela bez provozu. V letech 1995 až 2007 byla částečně obnovena v úseku Malnate Olona – Mendrisio, aby na ní mohly být v provozu příležitostné turistické vlaky, vedené parní trakcí.

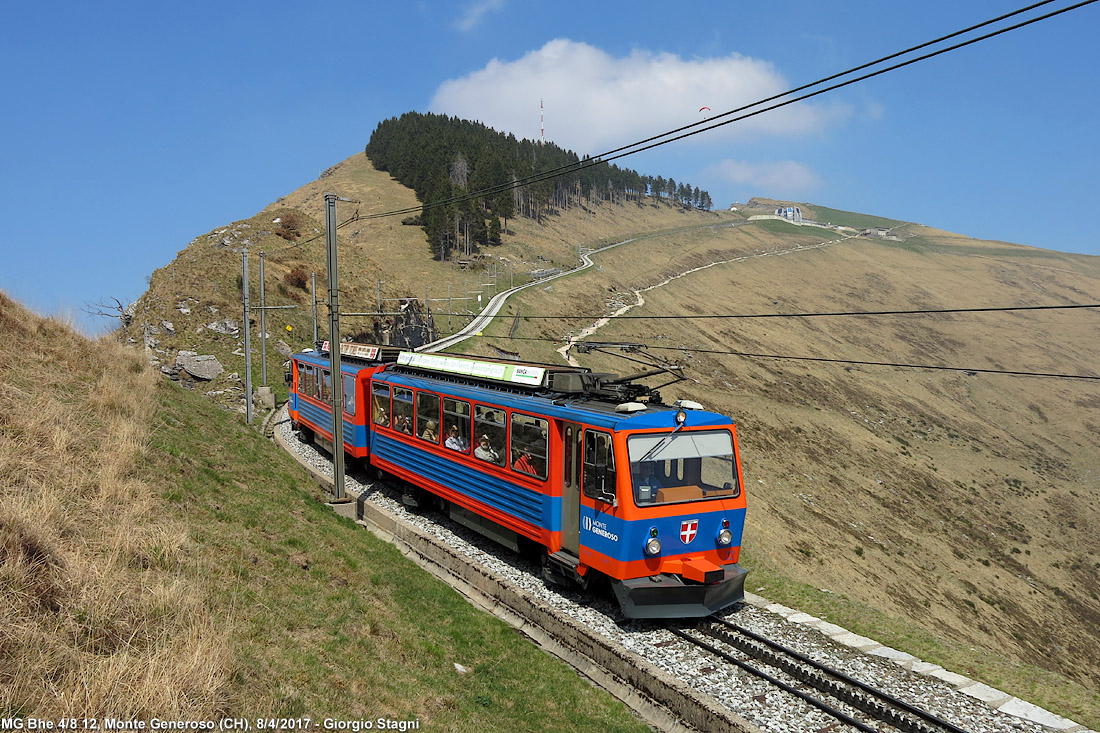
Dráha na Monte Generoso

Trať na Monte Generoso je ozubnicová úzkokolejná dráha, spojující místní část Capolago s vrcholem Monte Generoso, nejvyšším vrcholem oblasti Sottoceneri. Jediná ozubnicová železnice v Ticinu je obsluhována pravidelnými spoji od 1. dubna do 31. října.
Městem prochází také švýcarská dálnice A2 (Basilej – Lucern – Gotthard – Lugano – Chiasso) a pokračující dále směrem na Milán, kam lze dojet za přibližně 45 minut.

## Pamětihodnosti
Město je nazýváno il magnifico borgo díky množství architektonických památek, jako jsou kostely sv. Kosmy a Damiána, sv. Jana Křtitele a sv. Rocha, měšťanské domy Villa Argentina, Palazzo Pollini a Casa Croci nebo stará tiskárna Tipografia Elvetica. Nachází se zde Accademia di Architettura di Mendrisio, obrazová galerie a archeologický park. Turistickou atrakcí je velikonoční procesí. Mendrisio je centrem významné vinařské oblasti.
Mendrisio pořádalo mistrovství světa v silniční cyklistice v letech 1971 a 2009.

## Osobnosti
- rod Bossi, italští kameníci, stavitelé a architekti 16.–17. století, z Mendrisia odcházeli mj. do Čech
- Max Huber (1919–1992), grafik, žil a zemřel v Mendrisiu
- Mario Botta (* 1943), architekt, pochází z Mendrisia